# Аньер (Индонезия)
Аньер (индон. Anyar), также известный как Анжер, Анджер или Ангиер — прибрежный город в Бантене, бывшая Западная Ява, Индонезия, в 132 км к западу от Джакарты и в 15 км к югу от Мерака. Крупный прибрежный город конца XVIII века, Анер находится на побережье Зондского пролива.

## История
Город был значительным портом в XIX веке, но был полностью разрушен цунами высотой 30 м, которое было вызвано извержением Кракатау в 1883 году. В нынешнем поселении до сих пор находится маяк Циконенг, построенный голландским правительством два года спустя, в качестве памятника горожанам, погибшим в результате извержения. 
Город был также отправной точкой Великой Почтовой дороги длиной около 1000 км, построенной голландцами в девятнадцатом веке к восточной оконечности Явы. Недалеко от побережья Аньера находится Пулау Санганг, необитаемый остров с обширными территориями нетронутых джунглей. Район также известен коралловыми образованиями, кишащими тропическими рыбами.
Пляж Аньер — туристическая достопримечательность с горячей водой для плавания, отелем и арендой навесов для отдыха, лодок, четырёхколесных мотоциклов, водных скутеров и лодок-бананов.
В планах на 2011 год предполагалось строительство моста от Аньера через Зондский пролив до Лампунга в Южной Суматре, амбициозный мегапроект, запланированный на 2014 год.